# Macrocneme naja
Macrocneme naja là một loài bướm đêm thuộc phân họ Arctiinae, họ Erebidae.